# Piotr Montygerd
Piotr Montygerd herbu Wadwicz , właściwie Montygerd (ur. w XIV w., zm. po 1456) – bojar litewski, adoptowany podczas unii horodelskiej (1413), starosta podolski (1418), marszałek nadworny litewski (1422), namiestnik nowogrodzki (1430), starosta kopylski (1435), marszałek ziemski litewski (od 1436 do końca życia).
Nosił nazwisko patronimiczne Montygerdowicz.

## Życiorys
Montygerda po raz pierwszy spotykamy na akcie unii wieleńskiej z 1401 roku, na którym to wystąpił wraz z dwoma swoimi braćmi; Aleksandrem i Janem.

W 1413 roku podczas unii horodelskiej doszło do przyjęcia przez polskie rodziny szlacheckie, bojarów litewskich wyznania katolickiego (tzw. adopcja herbowa). Jednym z ważniejszych dowodów tamtego wydarzenia jest istniejący do dziś dokument, do którego przyczepione są pieczęcie z wizerunkami herbów szlacheckich.

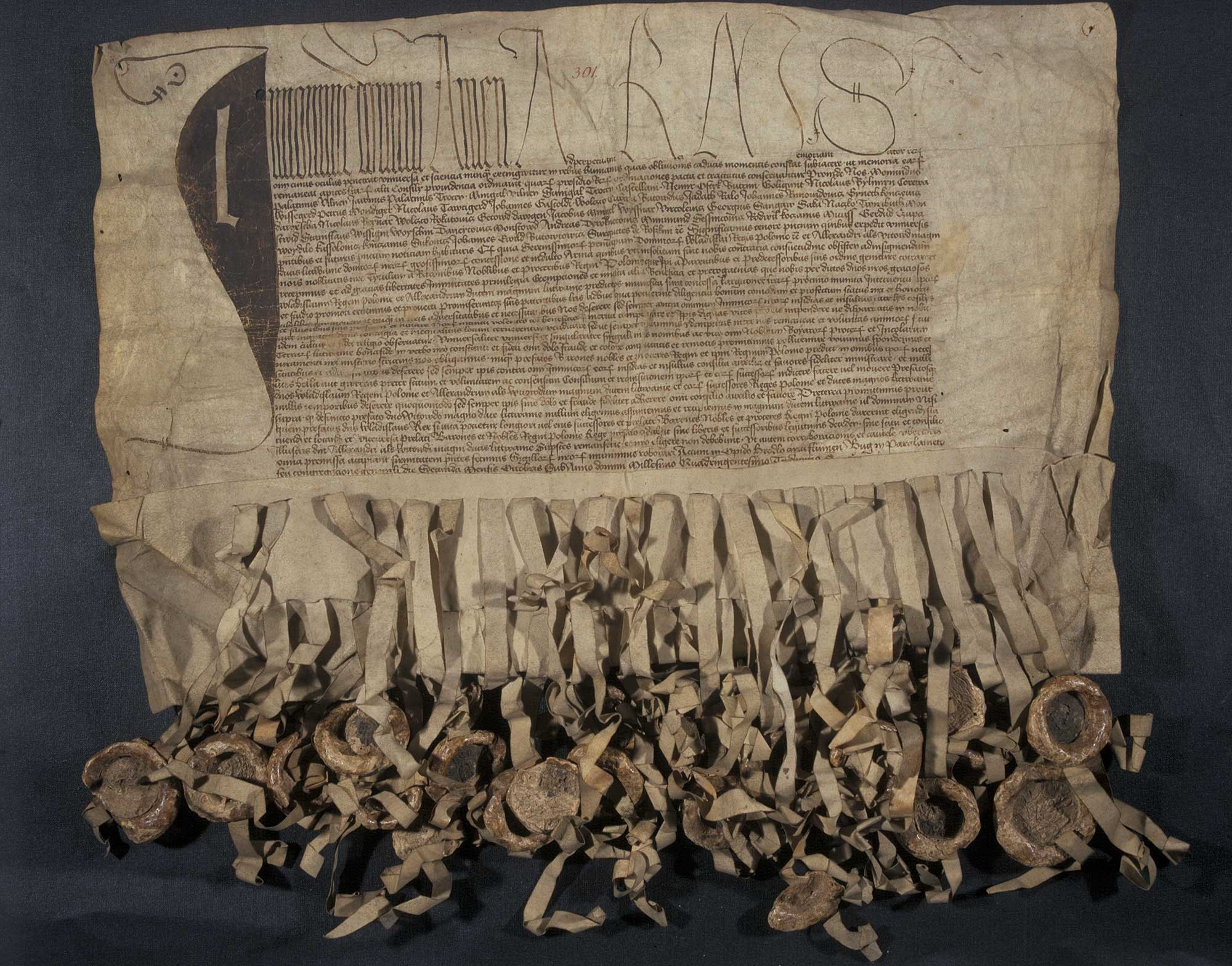
Dokument unii horodelskiej z 1413 roku z przyczepionymi pieczęciami

Montygerd został wówczas adoptowany przez przedstawicieli Wadwiczów, nie pełnił wówczas żadnej godności. Dopiero w 1418 roku występuje na urzędzie starosty podolskiego. Parę lat potem, bo w roku 1422, Piotr Montygerd jest już marszałkiem nadwornym w. ks. lit. Witolda, ale więcej z tym tytułem się nie pojawia. W latach 1430–1432, piastuje urząd namiestnika (starosty) nowogrodzkiego.
Odegrał w dziejach Wielkiego Księstwa Litewskiego znaczącą rolę, z początku był stronnikiem Świdrygiełły w roku 1431. Tylko w tym roku doprowadził do przymierza z chanem Ul Machmetem i wzmocnił pozycję Świdrygiełły w sporze z Koroną Królestwa Polskiego o Podole, uczestniczył w układach skistymońskich z Zakonem Krzyżackim. Podpisał też akt rozejmu z Koroną Królestwa Polskiego w Łucku, a rok później akt przymierza z Zakonem Krzyżackim.
W 1432 roku najwidoczniej porzuca Świdrygiełłę i przechodzi na stronę w. ks. lit. Zygmunta Kiejstutowicza, podpisując w 1432 roku unię grodzieńską i inne dokumenty tegoż księcia. Dowodził nawet wojskiem w. ks. Zygmunta Kiejstutowicza w wojnie ze Świdrygiełłą. Potem należy do szczerych zwolenników Kazimierza Jagiellończyka i jest jednym z najbardziej oddanych mu panów litewskich. Za czasów panowania Kazimierza występował przeciw unifikacji z Koroną Królestwa Polskiego. 
Pieczęć Piotra wisi przy aktach unijnych z lat 1432 i 1434. Pierwsza z nich ma w otoku następujący napis w języku ruskim:

ПЄУ † ПАН[А]ПЄТРАШОВА МОНДКИУА

Druga natomiast ma napis:

П[ЕЧАТЪ] ПЕТРАШОВА МОНДКІРДВИЧА

Do roku 1435 znów występuje w dokumentach historycznych bez żadnych funkcji, kiedy to zostaje starostą kopylskim. Od 1436 roku do końca życia pełni funkcję marszałka ziemskiego litewskiego, z którym to tytułem łączy niekiedy dawniejszy tytuł (od 1446 roku), namiestnika nowogrodzkiego.
Ostatnie źródło, które o nim wspomina pochodzi z 1452 roku, po czym całkowicie znika z areny historycznej.

### Życie prywatne
Jego ojciec również miał na imię Montygerd. W 1396 roku był namiestnikiem połockim i przycisnął do swego listu, pisanego wówczas do mieszczan ryskich, pieczęć, która już w XX w. była silnie uszkodzona, wskazuje ona natomiast ślad godła herbowego, przypominającego gwiazdę. W otoku pieczęci znajdują się resztki napisu w języku ruskim.

МОН...Д...

Więcej o jego ojcu nie wiemy, poza tym, że w 1410 roku już nie żył i zostawił po sobie trzech synów, z których Jan Montygerdowicz występuje (z braćmi) w akcie unii wileńskiej w 1401 roku, Aleksander był w 1410 roku podczaszym Wielkiego Księcia Litewskiego, trzecim synem jest właśnie Pietrasz czyli Piotr – reprezentujący podczas unii horodelskiej ród ojca.
Był dwukrotnie żonaty. Z pierwszą żoną miał syna Jana, po którym miał wnuka Piotra Montygerdowicza. Drugą żoną była księżna łoska, Anna, córka księcia Fiodora Korybutowicza i Anastazji. Małżeństwo było bezdzietne. Po śmierci Piotra, Anna wyszła ponownie za mąż za ks. Janusza. Anna Januszowa zapisała Łosk wnukowi swego pierwszego męża – Piotrowi Janowiczowi.
Według Kaspra Niesieckiego, Piotr był spokrewniony z Naruszem, protoplastą rodu Naruszewiczów, do których należał chociażby biskup Adam Naruszewicz (1733–1796).

## Dobra ziemskie

### Nadania
Z licznych nadań jakie Piotr Montygerd otrzymał, najważniejsze jest miasto Iwie, które weszło w jego posiadanie od Kazimierza Jagiellończyka. Oryginał nadania istniał jeszcze w XX w. i pochodził z 1444 roku.
Zygmunt Kiejstutowicz przyznał mu Marcinkowce i Trubeck. Za sprawą swojego drugiego małżeństwa był w posiadaniu Łosk.

### Gniazdo rodzinne
Gniazdo rodu Montygerdowiczów znajduje się nad rzeką Solczą, w okolicy Solecznik, gdzie rejzy Zakonu Krzyżackiego z końca XIV w. określają położenie osady Mantegirdindorf, a więc założonej przez Montygerda. W pobliżu położona była wieś Iwanendorf, która mogłaby swe miano zawdzięczać Janowi, czyli Hanuszowi, synowi Montygierda. Być może, że i wieś Hanuszyszki w dawnym województwie trockim pozostaje w związku Hanuszem, na co wskazywałaby i ta okoliczność, że tuż obok niej leżała wieś Duśmiany, będąca w rękach Montygerdowiczów jeszcze w XVI wieku.